# This Is Bad Taste Vol. 3
This Is Bad Taste Vol. 3 är ett samlingsalbum utgivet på Bad Taste Records 1999. Skivan är en presentation över de band som var kontrakterade i bolaget vid tidpunkten för skivans utgivning. Skivan är den tredje i raden av fem samlingsskivor som Bad Taste Records gav ut under namnet This Is Bad Taste.

## Låtlista
1. All Systems Go! – "All I Want"
2. Within Reach – "Tough Guy Fantasy"
3. Astream – "Just Once More"
4. The Almighty Trigger Happy – "Everything Evil"
5. Last Days of April – "Somehow"
6. Intensity – "Every 15 Minutes"
7. Langhorns – "Club Gabardino"
8. Turtlehead – "Godsend"
9. Misconduct – "What’s Right"
10. Satanic Surfers – "Waiting for Nothing"
11. The Pricks – "Leave Me Alone"
12. Pridebowl – "The Boy on the Hill"
13. Everyday Madness – "After Life Guarantees"
14. All Systems Go! – "Static from Mars"
15. Within Reach – "In the End"
16. Astream – "Macho Things"
17. The Almighty Trigger Happy – "Judas"
18. Last Days of April – "Bitter Taste"
19. Intensity – "Two Way Street"
20. Langhorns – "Switchblade"
21. Turtlehead – "Video Killed the Radiostar"
22. Misconduct – "Equal Rights"
23. The Pricks – "Superstar"
24. Hard-Ons – "Don't Want to See You Cry"
25. Chixdiggit – "Sikome Beach"
26. The Weakerthans – "Everything Must Go"

### Fotnoter
1. ↑  ”This Is Bad Taste Vol. 3”. Bad Taste Records. Arkiverad från originalet den 25 augusti 2010. https://web.archive.org/web/20100825232552/https://www.badtasterecords.se/records.asp?id=52. Läst 7 januari 2012.